# Then & Now (Emerson Lake & Palmer)
Then & Now è un doppio album Live degli Emerson, Lake & Palmer, gruppo di rock progressivo britannico. Il concerto Then  è stato registrato il 6 aprile 1974 Ontario Motor Speedway in Ontario, CA e Now in varie parti in Europa e durante il Tour del 1997/1998 in South America e North America.

## Tracce
Disco 1 (54:47)
Then - Cal Jam '74
- Registrazione Live: 6 aprile, 1974 at Ontario Motor Speedway in Ontario, CA

1. . Toccata (An adaptation of Ginastera's 1st Piano Concerto, 4th Movement) {Ginastera, arranged by Emerson; percussion movement - Carl Palmer} (3:35)
2. . Take A Pebble Excerpts: (18:22)
  - a) Still... You Turn Me On
  - b) Lucky Man
  - c) Piano Improvisations (Including "Fugue" {Freidrich Gulda} and "Little Rock Getaway" {Joe Sullivan})
  - c) Take A Pebble
3. . Karn Evil 9: (19:36)
  - a) First Impression, Pt. 2
  - b) Third Impression

& Now Tour '97/'98
Recorded Live: 1997 and 1998 at various venues in Europe, South America and North America
1. . A Time And A Place (4:06)
2. . Piano Concerto No. 1 (Third Movement: Toccata Con Fuoco)(4:51)
3. . From The Beginning (4:15)

Disco 2 (71:54)
& Now Tour '97/'98 (continuo)
- Registrazione Live: 1997 e 1998 in varie località

in Europe, South America and North America
1. . Karn Evil 9 (First Impression, Pt. 2) (5:25)
2. . Tiger In A Spotlight (3:35)
3. . Hoedown (Taken from Rodeo) {Aaron Copland, arranged by Emerson / Lake / Palmer} (4:57)
4. . Touch And Go (4:12)
5. . Knife Edge {adapted from Janacek's "Sinfonietta" by Emerson / Lake / Fraser} (6:12)
6. . Bitches Crystal (4:30)
7. . Honky Tonk Train Blues {Meade (Lux) Lewis} (3:42)
8. . Take A Pebble (7:09)
9. . Lucky Man (5:07)
10. . Fanfare For The Common Man {Aaron Copland, arranged by Emerson / Lake / Palmer} / Blue Rondo A La Turk {Dave Brubeck} (22:10)
11. . 21st Century Schizoid Man {Fripp / McDonald / Lake / Giles / Sinfield} / America {Leonard Bernstein} (4:53)

## Formazione
- Keith Emerson - tastiere
- Greg Lake - basso, chitarra, voce
- Carl Palmer - batteria